# Злин
Злин (на чешки: Zlín, носещ името Готвалдов, на чешки: Gottwaldov в периода 1949 – 1989 г.) е град и административен център на Злинския край, който е разположен в югоизточна Моравия на река Држевнице (на чешки: Dřevnice). Има аерогара.

## История
Първи писмени сведения за съществуването на Злин са от 1332 г., когато е занаятчийски и еснафски център на Валашко, югоизточната част на Морава (Моравия). Злин става град през 1397 г. До края на 19 век е малък и без особено значение за областта, населението му не надвишава 3000 души. От голямо значение за развитието на Злин е 1894 г., когато тук основава фабрика за обувки Томаш Батя. Фирмата му се развива динамично, което налага привличането на нова работна ръка. Тук се заселват хора от Валашко, Словацко, Хане и други области на Чехословакия. В периода от 1910 до 1938 г. населението се увеличава от 12 912 на 34 348 души.

## Промишлености
Обувна, машиностроителна, текстилна.

## Образование
През 2001 г. в града е открит университет, носещ името на Томаш Батя. Със своите около 12 000 студенти се нарежда сред средните по големина университети в страната. Предлага обучение по технологични специалности, икономика, естествени науки, изкуство и медицина.

## Транспорт
Общественият транспорт в Злин има сравнително дълга история. През 1899 г. е свързан с железопътната система на тогавашната Австро–Унгарска империя, което подпомага по-бързото развитие на града. През 1920 г. стартира местен градски транспорт. От 1939 г. – и тролейбусен с 3 линии. Днес градът е обслужван от 13 автобусни и 13 тролейбусни линии. Също така железопътен транспорт на линия 331, която свързва Отроковице с Визовице. Има 9 спирки, като най-голямата е гара Злин.

## Туризъм
- Зоо Лешна
- Минерални бани Лухачовице

## Култура
Злин има театър (Městské divadlo и Malá scéna), филхармония (Filharmonie Bohuslava Martinů), окръжна библиотека (Krajská knihovna Františka Bartoše), художествена галерия (Krajská galerie výtvarného umění), фолклорни групи (Kašava, Vonica и Bartošův soubor písní a tanců), ежегоден фестивал на класическата музика (Harmonia Moraviae a Talentinum). Най-популярно културно събитие е Международния филмов фестивал за деца и младежи Злин (Zlín Film Festival) – фокусиран върху игрални, анимационни и студентски филми.

## Личности
Родени
- Том Стопард (род. Tomáš Straussler) (* 1937) – английски драматург, директор, сценарист и критик.
- Хинек Воячек (Hynek Vojáček) (1825 – 1916) – композитор, педагог и публицист.
- Томаш Батя (1876 – 1932) – предприемач, основател на фирма за обувки Baťa
- Ивана Тръмп (род. Зелничкова) (* 1949)

## Партньорски градове
- Алтенбург, Германия
- Гронинген, Холандия
- Хожов, Полша
- Изегем, Белгия
- Лимбах-Оберфрона, Германия
- Роман, Франция
- Сесто Сан Джовани, Италия
- Тренчин, Словакия